# Dörneberg bei Viesebeck
Das Naturschutzgebiet Dörneberg bei Viesebeck liegt südlich des Stadtteils Wolfhagen-Viesebeck und umfasst etwa 25,57 ha. Der Dörneberg wurde am 21. Dezember 1982 als Naturschutzgebiet ausgewiesen und ist zusammen mit der Wünne bei Viesebeck eines von zwei solchen Gebieten in der Nähe von Viesebeck. Neben diversen Vogelarten konnte im Gebiet auch die streng geschützte Zauneidechse festgestellt werden.
Dörneberg und Wünne sind 2003 gemeinsam und flächengleich als FFH-Gebiet Dörneberg und Wünne bei Viesebeck (DE 4620-303) ausgewiesen. Grund für die Ausweisung sind Kalkmagerrasen und die dort lebenden, gefährdeten Pflanzen- und Tierarten. Daneben kommen auch die Lebensraumtypen  Orchideen-Kalkbuchenwald, Kalk-Pionierrasen und magere Flachland-Mähwiesen vor sowie zahlreiche gefährdeter Orchideenarten, beispielsweise Bienen-Ragwurz, Purpur-Knabenkraut oder Grünliche Waldhyazinthe.
Für Erhalt und Pflege des Gebietes sind die Obere Naturschutzbehörde beim Regierungspräsidium Kassel, das Forstamt Wolfhagen und der Fachbereich Landwirtschaft des Landkreises Kassel zuständig.

## Geschichte
Das Gebiet um den Dörneberg ist vermutlich bereits seit der Altsteinzeit besiedelt und wurde bis in das 20. Jahrhundert als Weidefläche für Schafe und Ziegen verwendet. Daher stammt auch der Name „Ziegenköppel“. Im 1859 vom Kurfürstlich Hessischen Generalstab vorgelegten Blatt Wolfhagen wird der Dörneberg waldfrei abgebildet und diente teilweise als Landwirtschaftliche Nutzfläche. Auch nach der Ausweisung zum Naturschutzgebiet war es bis 1992 auf einem Teil des Dörnebergs noch möglich, Pflanzenschutz- und Düngemittel für die Landwirtschaft anzuwenden. Noch heute wird der Dörneberg beweidet.
Ebenso wie die Wünne wurde der Dörneberg in der Vergangenheit für die Gewinnung von Kalkstein für Bausteine und Branntkalk genutzt.